# Ersachus lugubris
Ersachus lugubris är en skalbaggsart som beskrevs av Sharp 1902. Ersachus lugubris ingår i släktet Ersachus och familjen lerstrandbaggar. Inga underarter finns listade i Catalogue of Life.